# John Woo
John Woo, född 1 maj 1946 i Guangzhou, är en kinesisk filmregissör och manusförfattare, som främst är känd för sina våldsamma actionfilmer.
Woo föddes i Guangzhou i södra Kina, men växte upp i Hongkong och gjorde karriär som filmregissör där. Hans internationella genombrott kom med filmer som A Better Tomorrow (1986) och The Killer (1989). Huvudrollsinnehavaren i Woos Hongkongbaserade filmer var ofta Chow Yun Fat.
Från och med 1993 lever och verkar Woo i USA och hans första Hollywoodfilm kom det året: Hard Target med Jean-Claude Van Damme i huvudrollen. Face/Off (1997) och Mission: Impossible II har varit Woos hittills främsta framgångar i USA, andra filmer som Paycheck (2003) har det gått mycket sämre för.

## Filmografi (urval)
- 1976 – Hand of Death
- 1986 – A Better Tomorrow
- 1987 – A Better Tomorrow II
- 1989 – The Killer
- 1990 – Bullet in the Head
- 1991 – Once a Thief
- 1992 – Hard Boiled
- 1993 – Hard Target
- 1996 – Broken Arrow
- 1996 – Once a Thief
- 1997 – Face/Off
- 1998 – Blackjack
- 2000 – Mission: Impossible II
- 2002 – Windtalkers
- 2003 – Paycheck
- 2008 – Red Cliff
- 2009 – Red Cliff II
- 2023 – Silent Night